# William Greer
William Robert Greer (22 de septiembre de 1909 - 23 de febrero de 1985) fue un agente del Servicio Secreto de los Estados Unidos que ganó notoriedad por ser el chófer del vehículo en el que el presidente Kennedy pasó por la Plaza Dealey el 22 de noviembre de 1963, cuando murió asesinado. Greer también desempeñó un papel en los momentos inmediatamente posteriores al atentado, custodiando el cuerpo y los objetos del presidente. A pesar de su tardía reacción tras el primer disparo —retraso de fatales consecuencias—, nunca le fue recriminada su actuación el día del atentado, y no se le degradó de rango. Aunque ni los tribunales competentes ni las investigaciones oficiales le han acusado de connivencia, algunos investigadores de la teoría de la conspiración lo señalan como un cómplice de los asesinos del presidente.

## Orígenes
Greer nació en una granja en el condado de Tyrone (Irlanda) y emigró a los Estados Unidos en 1929. Después de trabajar durante una década como chófer y asistente doméstico para varias familias acaudaladas del área de Boston —incluyendo a la familia Lodge—. Greer se alistó en la Marina Estadounidense durante la época de guerra, y el 1 de octubre de 1945 se alistó en el USSS.
Greer tenía cierta intimidad con los Kennedy, así figura en numerosas fotografías oficiales de la familia presidencial. Fue el chófer del presidente en numerosas ocasiones hasta el mismo día de la muerte de Kennedy. Como todas los operativos de seguridad presentes, Greer ha sido muy criticado por sus acciones en ese día. Fue interrogado por el FBI el mismo día del asesinato y declaró ante la Comisión Warren en relación con su percepción de los hechos.
Greer se retiró del servicio secreto en 1966 debido a una úlcera que empeoró seriamente tras el asesinato de Kennedy. En 1973 se mudó a Waynesville, en Carolina del Norte, donde murió de cáncer en 1985.

## Retraso letal

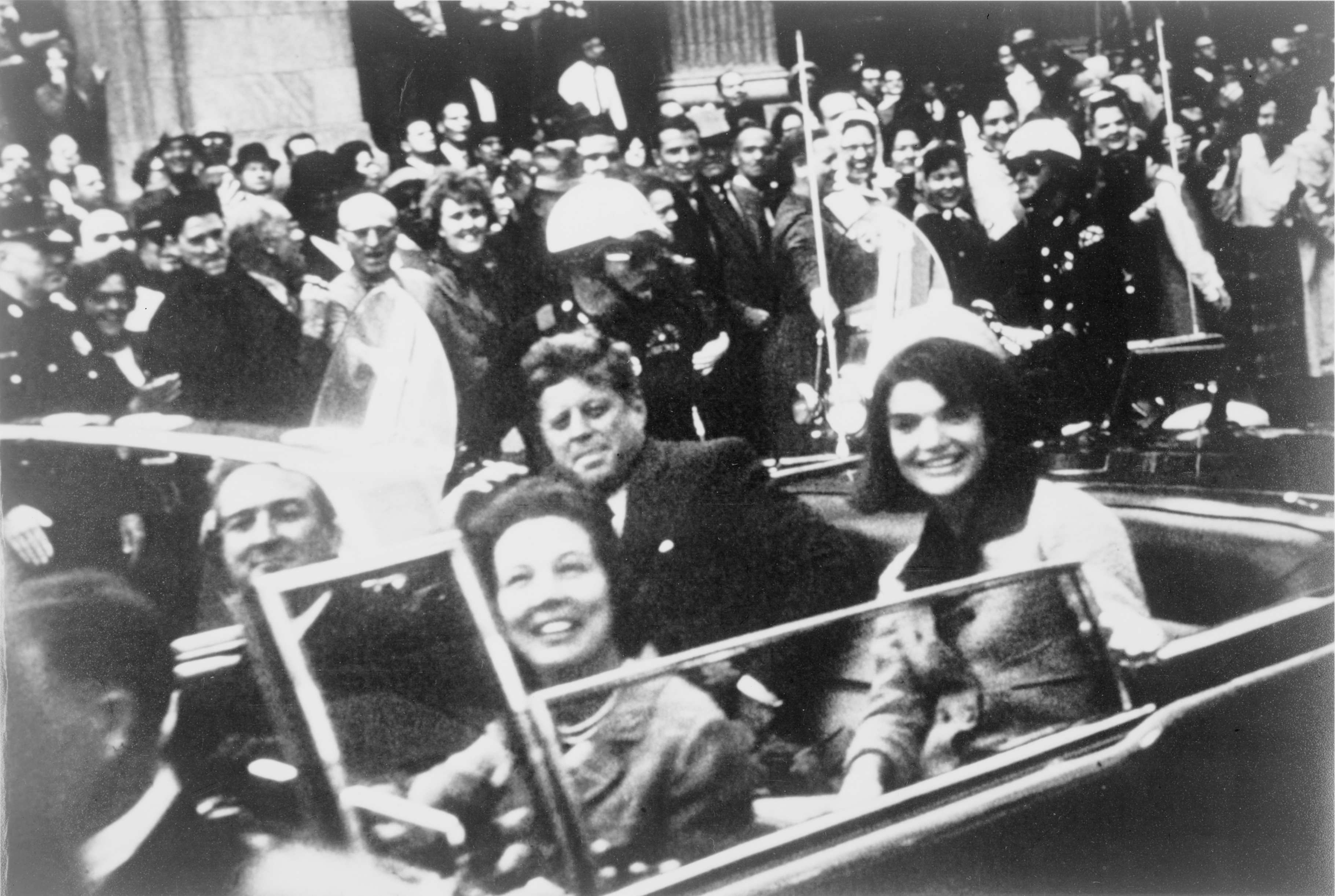
La limusina presidencial poco antes del atentado contra Kennedy. Greer aparece (su cabeza) en el asiento del conductor, el agente Roy Kellerman iba sentado a su lado.

Algunos observadores han criticado la intervención de Greer durante los momentos del asesinato presidencial, haciendo hincapié en que no aceleró el vehículo en una situación crítica que exigía la inmediata evacuación de Kennedy. Una de esas voces críticas es la de Roy Kellerman, también agente del Servicio secreto, y que aquel día estaba sentado en el asiento derecho delantero de la limusina. Kellerman declaró que al oír el primer disparo exclamó "Salgamos de aquí, nos han dado", a lo que Greer reaccionó volviéndose para mirar al presidente, retrasando así la maniobra evasiva que podría haber evitado el segundo disparo, que impactó en la cabeza del presidente causándole una herida mortal de necesidad. Kellerman insistió en esta declaración ante el escritor William Manchester: "Entonces Greer se volvió. Quizás no me creía"..
Greer no declaró haber frenado el vehículo en su declaración al FBI en la misma noche del magnicidio, y tampoco mencionó este hecho ante la Comisión Warren durante la investigación oficial. Según su testimonio, tampoco se volvió a mirar a Kennedy durante el tiroteo, aunque la película de Zapruder muestra claramente cómo se vuelve. Greer después sostuvo que tan solo se había vuelto una vez. Sin embargo, en la misma película grabada por Abraham Zapruder, se observa cómo el chófer presidencial se vuelve en los fotogramas z-280 - z-289, y de nuevo entre los z-301 - z-313 (y en esta segunda ocasión volviendo incluso el torso). Este segundo vistazo coincide con el retraso fatal previo en 0,5 segundos al disparo que penetró en el cráneo del presidente. En la película se observa cómo Greer entonces acelera rápidamente, pero solo después de ese segundo disparo.
Greer envió posteriormente un sentido, aunque un tanto confuso, mensaje de pésame y disculpa a Jacqueline Kennedy, en el que confesaba no haber oído bien los disparos o no haber reaccionado a tiempo. En privado, la primera dama se mostró siempre profundamente crítica con la actuación de su dispositivo de seguridad, comparando sus esfuerzos con los de "Maud Shaw" -la que era en aquel entonces la niñera de los hijos del matrimonio Kennedy-.
El FBI interrogó a Greer después del asesinato, y aunque los agentes Kellerman y Behn fueron también entrevistados, la entrevista de Greer es la única en la que aparece su descripción física, que volverá a aparecer en el informe del FBI del 27 de noviembre de 1963.

## Vigilancia constante
La implicación de Greer en los hechos del 22-23 de noviembre de 1963 no se limitan a sus acostumbrados deberes como chófer de la limusina. En lugar de ser relevado tras un aparente incumplimiento de los procedimientos de seguridad del servicio secreto (a saber, acelerar el vehículo presidencial en el caso de un intento de asesinato), Greer declaró ante la Comisión Warren que él y Kellerman fueron designados para una "vigilancia constante" del cuerpo del presidente, hasta que las conclusiones oficiales de la autopsia diesen paso a los preparativos del funeral. Greer había conducido la limusina desde la Plaza Dealey al hospital, y afirmó que el presidente "aún respiraba cuando lo bajaron del vehículo". También se le ve echando al personal de una ambulancia y tomando asiento como conductor. En ese vehículo llevó el cuerpo del presidente al hospital naval Betsheda para su autopsia, y más adelante volvió a conducir el ataúd del presidente desde Betsheda hasta la Casa Blanca.
En las fotografías y películas de la llegada del cuerpo de Kennedy a la base de la Fuerza Aérea "Andrews", Greer y Kellerman aparecen ayudando a bajar del féretro. Greer también formó parte del grupo que los servicios secretos enviaron para retirar por la fuerza el cuerpo del presidente de Parkland, impidió a agentes del FBI entrar en la habitación donde el cuerpo de Kennedy esperaba su disección en Betsheda, y destruyó un rollo entero de negativos fotográficos tomadas por un fotógrafo durante la autopsia. Ese contraste entre la extrema actividad desarrollada en los hechos posteriores al atentado (impidiendo el acceso a evidencias de primer orden, y quebrantando la jurisdicción legal de las autoridades de Dallas y el FBI) y la descuidada negligencia con que se condujo en los instantes críticos han hecho que más de un investigador aliente sospechas sobre su posible colaboración con los asesinos.

## Una nueva perspectiva de la película de Zapruder
Recientemente, una versión reestabilizada y sin cortes de la película Zapruder muestra con mayor detalles las acciones de Greer en los momentos del atentado, incluyendo gestos como retirar la mano izquierda del volante al volverse hacia JFK (fotogramas z-302 - z-312).
Una de las numerosas teorías sobre las circunstancias de la muerte de JFK afirma que Greer tenía una pistola en su mano izquierda, y podía haber actuado como un tirador comodín, pero resultó ser el reflejo del sol en la cabeza de Roy Kellerman que, casualmente, tenía forma de pistola.